# Marina Tel Awiw Hotel
Marina Tel Awiw Hotel (hebr. מלון מרינה תל אביב, Melon Marina Tel Awiw) – trzygwiazdkowy hotel (***) w Tel Awiwie, w Izraelu.

## Położenie
Hotel jest usytuowany przy placu Namir, w bezpośrednim sąsiedztwie mariny w osiedlu Cafon Jaszan w Tel Awiwie. Rozciąga się stąd widok na Morze Śródziemne.

## Pokoje i apartamenty
Hotel dysponuje 160 pokojami hotelowymi i apartamentami. Każdy pokój wyposażony jest w klimatyzację, automatyczną sekretarkę, czajnik do kawy/herbaty, dostępną pościel dla alergików, dostępne łóżeczka dziecięce, łazienkę do użytku prywatnego, otwierane okna, sejf, minibarek, dostęp do płatnego Internetu, telefon z linią bezpośrednią i telewizję satelitarną. W całym hotelu zabronione jest palenie papierosów. Wszystkie pokoje posiadają klucze elektroniczne/magnetyczne.
Hotel świadczy dodatkowe usługi w zakresie: bezpłatnych śniadań, ochrony, personelu wielojęzycznego, pomocy medycznej, pomocy w organizowaniu wycieczek, pralni, sejfu w recepcji i transportu z lotniska. Dla ułatwienia komunikacji w budynku jest winda. Hotel nie akceptuje zwierząt.

## Inne udogodnienia
Znajduje się tutaj sala konferencyjna z zapleczem do obsługi zorganizowanych grup. Dodatkowo można korzystać z basenu kąpielowego położonego na zewnątrz budynku. W hotelu jest kantor, restauracja, kawiarnia, sala bankietowa, sklep z pamiątkami, kiosk oraz marina.